# Peters (cràter)

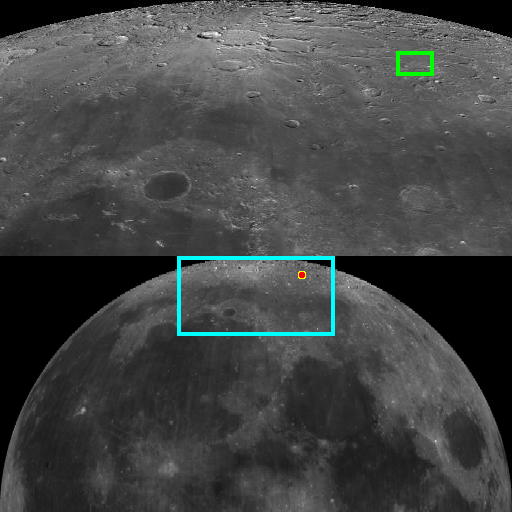
Localització de Peters sobre el globus lunar

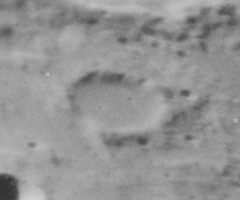
Fotografia de la missió Lunar Orbiter 4 (1967)

Peters és un petit cràter d'impacte situat en la part nord-nord-est de la Lluna, en la bretxa entre Neison cap a l'oest i Arnold cap al sud-est. Al sud de Peters es troba el cràter Moigno.

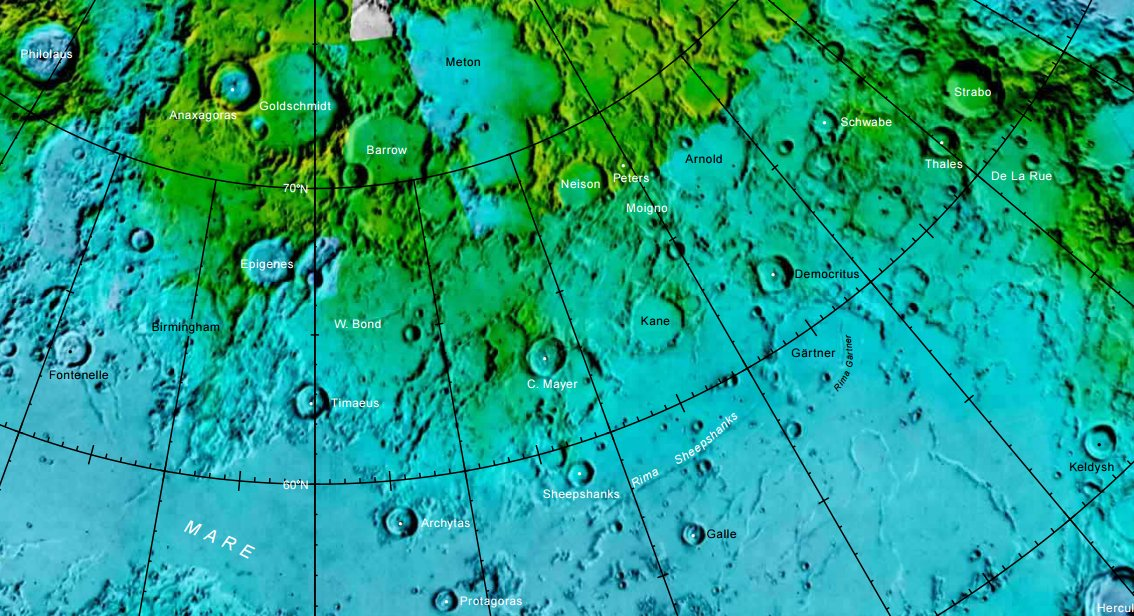
Localització de Peters (quadrant superior dret, entre Metó i Arnold)

No és un element particularment prominent, amb una vora baixa i un sòl interior que ha estat gairebé completament submergit pels fluxos de lava. La vora és circular i només lleugerament desgastat, amb una osca en el sud-est. La superfície interior és anivellada i gairebé freturosa de trets significatius.